# فرودگاه بادکند
فرودگاه بادکند (به لاتین: Batken Airport) یک فرودگاه در قرقیزستان است که در بادکند واقع شده‌است. این فرودگاه پروازهایی را به مقصد شهر بیشکک دارد.